# Скоростемер СР
Скоростемер СР  — прибор для измерения и отображения параметров (скорость, пройденный путь и др.) шахтного (рудничного) электровоза.
Установка скоростемеров СР способствуют повышению безопасности движения рудничных электровозов, соблюдению заданных условий скоростного режима на различных участках рельсового пути, увеличению ресурса работы тяговых электродвигателей и электровоза в целом.
Скоростемеры СР устанавливаются на шахтных аккумуляторных и контактных электровозах в соответствии с требованиями НПАОП 10.0-1.01-10.
Скоростемеры СР изготавливаются во взрывобезопасном исполнении.
С 2012 года выпускается скоростемер СР (модернизированный).

## Принцип работы и составные части
Работа скоростемера СР основана на измерении частоты вращения тягового электродвигателя электровоза с пересчетом её значения в скорость движения и пройденный путь (не зависимо от направления движения электровоза).
Скоростемер СР состоит из датчика (скорости) и блока наблюдения (индикации).
Датчик устанавливается на крышке редуктора привода, а блок наблюдения — в кабине машиниста электровоза.
Датчик формирует прямоугольные импульсы с частотой пропорциональной скорости вращения тягового электродвигателя и по кабелю передает их в блок наблюдения, где производится их преобразование в скорость движения и пройденный путь с отображением в цифровом виде.

## Скоростемер СР (модернизированный)
Помимо измерения и отображения скорости движения и пройденного пути обеспечивает контроль температуры и тока тяговых электродвигателей, а также учет ресурса электровоза в моточасах.
Скоростемер СР (модернизированный) построен на новой элементной базе и кроме датчика скорости и блока наблюдения (Рис.2) имеет в своем составе датчики температуры и тока.
Интегральные аналоговые датчики температуры устанавливаются на корпусах тяговых электродвигателей. На выходах этих датчиков формируется напряжение, пропорциональное температуре нагрева электродвигателей, которое передается в цифровой блок индикации.
Интегральные бесконтактные (на основе эффекта Холла) датчики тока устанавливаются на силовых кабелях тяговых электродвигателей. С помощью этих датчиков формируется напряжение, пропорциональное величине протекающих через электродвигатели токов, которое также передается в блок индикации.

## Технические данные
| № п/п | Наименование параметра                           | Ед. изм. | СР   | СР (модернизированный) |
| ----- | ------------------------------------------------ | -------- | ---- | ---------------------- |
| 1.    | Определяемая скорость                            | км/ч     | 0-25 | 0-25                   |
| 2.    | Максимальные показания счетчика пройденного пути | км       | 999  | 9999                   |
| 3.    | Пределы измерения тока электродвигателя 1        | А        | -    | 0-750                  |
| 4.    | Пределы измерения тока электродвигателя 2        | А        | -    | 0-750                  |
| 5.    | Пределы измерения температуры электродвигателя 1 | 0С       | -    | 0-120                  |
| 6.    | Пределы измерения температуры электродвигателя 2 | 0С       | -    | 0-120                  |
| 7.    | Определяемый ресурс                              | Моточасы | -    | 0-9999                 |
| 8.    | Напряжение питания                               | В        | 9-27 | 24                     |
| 9.    | Потребляемая мощность                            | Вт       | 2,4  | 5                      |
| 10.   | Масса                                            | кг       | 8    | 15                     |

Взрывозащищенность скоростемеров обеспечивается заключением электрических частей в оболочку, выдерживающую давление взрыва изнутри и исключающую передачу взрыва в окружающую среду в соответствии с ДСТУ 7114.